# Dominique Mottet de Gérando
Pour les articles homonymes, voir Mottet et Gérando.
Dominique Mottet de Gérando est un homme politique français né le 3 avril 1771 à Valence (Drôme) et décédé le 14 mars 1828 à Lyon (Rhône).

## Biographie
Négociant, Président de la Chambre de commerce de Lyon de 1816 à 1827, il est député du Rhône de 1827 à 1828, siégeant dans l'opposition libérale.
En 1819, il est élu membre de l'académie des Sciences Belles-Lettres et Arts de Lyon à la classe des lettres. 

## Sources
1. ↑  Dominique Saint-Pierre, Dictionnaire historique des académiciens de Lyon : 1700-2016, 2017 (ISBN 978-2-9559433-0-4 et 2-9559433-0-4, OCLC 983829759, lire en ligne)

- « Dominique Mottet de Gérando », dans Adolphe Robert et Gaston Cougny, Dictionnaire des parlementaires français, Edgar Bourloton, 1889-1891 [détail de l’édition]
- Michel Le Guern, "Dominique Mottet de Gérando (1771-1828)", Dominique Saint-Pierre (dir.), Dictionnaire historique des académiciens de Lyon 1700-2016, Lyon : Éd. de l'Académie, 2016, p. 929-932.